# Provincia de Cajatambo
Cajatambo es una provincia peruana situada en el norte del departamento de Lima, con capital en la ciudad de Cajatambo. Limita por el norte con el departamento de Áncash, por el este con el departamento de Huánuco, por el sur con la provincia de Oyón y por el oeste con la provincia de Huaura.
Dentro de la división eclesiástica de la Iglesia católica del Perú, pertenece a la diócesis de Huacho.

## Historia

### Imperio chimú
La provincia de Cajatambo fue parte del Imperio chimú o reino Chimú en su máxima expansión que llegó a durar desde los 1000 a 1470 años.

### Periodo republicano
Aunque su historia se remonta al confín de los tiempos; Cajatambo pertenece al puñado de pueblos que nacieron con la república. Pues antes, durante el Tahuantinsuyo —con el nombre de Kasha Tampu— le había correspondido ser parte de la región imperial Chinchay Suyo; y en la época virreinal formó parte de la intendencia de Tarma. Pero, al expedirse el Reglamento Provisional de Huaura (12/2/1821) con el que se inicia la gestión administrativa y política del Gobierno independiente dirigido por el general José de San Martín, nacen también los primeros cuatro departamentos del Perú: Trujillo, Tarma, La Costa y Huaylas. Se crea entonces el departamento de Huaylas conformado por los partidos —se llamarían provincias a partir de la Constitución de 1823— de Huaylas, Huamalies, Conchucos, Huánuco y Cajatambo. Pero no por mucho tiempo, pues ese mismo Congreso Constituyente determina, a partir de 4 de noviembre en 1823, la fusión de Tarma con Huaylas que da origen al departamento de Huánuco, cuya extensión abarca —además de Huánuco— a Tarma, Cajatambo, Huaylas, Conchucos y Huamalíes. En 1825, finalizada la guerra, el antiguo departamento de Huánuco recibe —en tributo al triunfo de la pampa de Chacamarca— el nombre de Junín.
Diez años después, en 1835, durante el breve —y trágico— gobierno de Felipe Santiago Salaverry, el departamento de Junín es vuelto a dividir para dar paso al de Huaylas con la unión de las provincias de Huaylas, Cajatambo, Conchucos y Santa; mientras Junín se reduce a Jauja, Pasco, Huánuco y Huamalies. Pero en poco tiempo, exactamente el 10 de octubre de 1836, Cajatambo es incorporado al departamento de Junín por decreto firmado por el presidente de la Confederación Perú-Boliviana, general Andrés de Santa Cruz. Derrotada la Confederación en 1839, Agustín Gamarra —el caudillo vencedor de la facción restauradora— decreta el reemplazo del nombre del departamento de Huaylas por el de Ancash; asimismo, el 21 de noviembre de ese mismo año, en premio a su adhesión, Chiquián se convierte en capital de la provincia de Cajatambo (con el título de Villa Incontrastable).
Pasaran otros 10 años para que el 7 de septiembre de 1849, por ubicarse al centro del territorio provincial y haber ostentado el rango, el gobierno del mariscal Castilla resuelva restituir a Cajatambo su condición primigenia de capital. Pero pronto, otra vez, el 31 de noviembre de 1851, por ley del congreso, Cajatambo retorna a la jurisdicción de Ancash. Para entonces, según una Guía de Forasteros de 1934, la provincia de Cajatambo se compone de los siguientes pueblos: Ámbar, Chiquián, Churín, Mangas y Ocros; por su parte, la ley de creación de municipalidades de 1857 reconoce a los distritos de Cajatambo, Mangas, Pacllón, Copa, Chiquián, Aquía y Cajacay; y a su vez, la ley electoral de 1893 precisa los 19 distritos que forman parte de su vasto territorio: Gorgor, Ámbar, Caujul, Andajes, Oyón, Mangas, Pacllón, Chiquián, Aquía, Huasta, Cajacay, Huayllacayan, Tícllos, Ocros, Acas, Cochas, Huancapón , Cochamarca y Cajatambo.
Sin embargo, apenas una década después, un 22 de octubre de 1903, comienza el proceso inverso de su historia política y jurisdiccional, al crearse —en homenaje al héroe de Arica— la provincia de Bolognesi mediante la división de Cajatambo. Así pasan a formar la nueva provincia: Chiquián, Aquía, Huasta, Pacllón, Tìcllos, Mangas, Ocros, Acas, Cochas, Huayllacayán y Cajacay mientras Cajatambo queda limitada entonces al ámbito formado por Oyón (que en 1875 cambió de nombre en reemplazo al de Churín), Cochamarca, Ámbar, Caujul, Andajes, Huancapón, Gorgor y Copa (que surge del reparto de Mangas al unir Huayllapampa, Poquían y Copa). Enseguida también, a manera de consuelo, en 1909, por ley No 1115, la capital provincial es elevada a la categoría de ciudad. Siete años después, el 10 de noviembre de 1916, por ley No 2335, se dispone, una vez más, la última mudanza de la provincia de Cajatambo. El escueto texto de la norma solo dice: «La Provincia de Cajatambo pertenecerá en lo administrativo, político y judicial al Departamento de Lima». Es decir, nada dice de lo que —según el historiador Nelson Manrique— fue la causa verdadera de la separación: la necesidad de la familia Prado de contar con un diputado por Lima. En fin, cualesquiera hayan sido los motivos, pertenecer a la jurisdicción de la capital de la república no libró a Cajatambo de perder en 1935, por Ley n.º 8003, al distrito de Ámbar —luego de la construcción de la carretera que vinculó Huacho con ese distrito— en beneficio de la provincia de Chancay. Hasta que finalmente, otra vez a consecuencia de la construcción de la red de trochas carrozables y al afianzamiento de la actividad minera, en 1985, por Ley n.º 24330, se crea la provincia de Oyón con la escisión de seis distritos pertenecientes a la cuenca del río Huaura: Churin (Pachangara), Naván, Caujul, Cochamarca, Andajes y Oyón. A partir de 1986, Cajatambo —la longeva provincia que nació junto con la república— quedó reducida al ámbito de cinco distritos (Cajatambo, Gorgor, Copa, Huancapón y Manás).

## Geografía

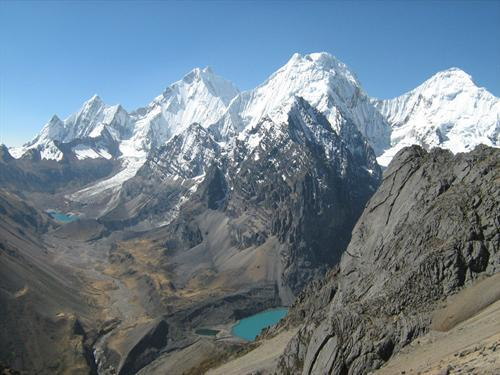
De derecha a izquierda: Jurau, cimas del Siula Grande y Sarapo, Yerupaja Grande y el Yerupajá Grande; vistos desde el Paso San Antonio.

Su extensión territorial es de 1515,21 km². La parte más baja de su jurisdicción corresponde al puente Cahua (850 m s. n. m.) y la más alta al nevado Yerupajá (6634 m s. n. m.).

## División administrativa
La provincia de Cajatambo se creó el 12 de febrero de 1821 y está actualmente conformada por cinco distritos:
1. Manás (2575 m s. n. m.)
2. Gorgor (3074 m s. n. m.)
3. Huancapón (3145 m s. n. m.)
4. Cajatambo (3200 m s. n. m.)
5. Copa (3410 m s. n. m.).

## Anexos
- Astobamba
- Utcas
- Uramaza
- La Florida
- Paca
- Nunumia

## Población
La provincia tiene una población aproximada de diez mil habitantes.

## Actividad económica
La provincia de Cajatambo es netamente agrícola y ganadera. producen maíz amiláceo, papa nativa, alfalfa, y habas. también cuenta con una producción de leche que le dan valor agregados como por ejemplo el queso fresco, queso mantecoso, queso pasteurizado, manjar blanco y mantequilla. Además, es reconocida por la exquisitez de sus dulces. Se siguen conservando los caminos incas que en la actualidad son usados como caminos de herradura por los pobladores del lugar.

## Clima
Su clima se define en temporada de lluvias que va desde noviembre a comienzos de abril y la temporada seca. Entre los meses de junio a agosto la presencia de temperaturas en el día pueden llegar hasta los 30 °C y por las noches descender a 0 °C.
| Parámetros climáticos promedio de Cajatambo                                                    | Parámetros climáticos promedio de Cajatambo | Parámetros climáticos promedio de Cajatambo | Parámetros climáticos promedio de Cajatambo | Parámetros climáticos promedio de Cajatambo | Parámetros climáticos promedio de Cajatambo | Parámetros climáticos promedio de Cajatambo | Parámetros climáticos promedio de Cajatambo | Parámetros climáticos promedio de Cajatambo | Parámetros climáticos promedio de Cajatambo | Parámetros climáticos promedio de Cajatambo | Parámetros climáticos promedio de Cajatambo | Parámetros climáticos promedio de Cajatambo | Parámetros climáticos promedio de Cajatambo |
| Mes                                                                                            | Ene.                                        | Feb.                                        | Mar.                                        | Abr.                                        | May.                                        | Jun.                                        | Jul.                                        | Ago.                                        | Sep.                                        | Oct.                                        | Nov.                                        | Dic.                                        | Anual                                       |
| ---------------------------------------------------------------------------------------------- | ------------------------------------------- | ------------------------------------------- | ------------------------------------------- | ------------------------------------------- | ------------------------------------------- | ------------------------------------------- | ------------------------------------------- | ------------------------------------------- | ------------------------------------------- | ------------------------------------------- | ------------------------------------------- | ------------------------------------------- | ------------------------------------------- |
| Precipitación total (mm)                                                                       | 163.6                                       | 92.4                                        | 140.2                                       | 110.8                                       | 0.6                                         | 0.7                                         | 3                                           | 3.1                                         | 4.6                                         | 12.6                                        | 84                                          | 172.2                                       | 787.8                                       |
| Fuente: Senamhi (http://www.senamhi.gob.pe/include_mapas/_dat_esta_tipo.php?estaciones=000540) |                                             |                                             |                                             |                                             |                                             |                                             |                                             |                                             |                                             |                                             |                                             |                                             |                                             |

## Autoridades

### Regionales
- Consejeros regionales
  - 2019-2022[3]

  1. Abel Narciso Caquipoma Reyes (Patria Joven)
  2. Vicente Sabino Rivera Loarte (Alianza para el Progreso)

### Municipales
```
2019-2021
[
4
]
```

- - Alcalde: José del Carmen Flores Fuentes-Rivera (Patria Joven)
  - Regidores:

### Policiales
- Comisaría de Cajatambo
  - Comisario: Cmdt. PNP

### Religiosas
- Diócesis de Huacho[5]
  - Obispo de Huacho: Mons. Antonio Santarsiero Rosa, OSI
- Parroquia Santa María Magdalena[6]
  - Párroco: Pbro. Pablo Salazar

## Educación

### Instituciones educativas
- IE 20005
- IE Óscar Miró Quesada de la Guerra
- IE Paulino Fuentes Castro
- IE 20001
- IE 20017 HONORIO MANRIQUE NICHO

## Festividades
- Santa María Magdalena y fiestas patronales. Se inicia con el «iglesia ganay» 24 de julio en la noche. El inca Atahualpa, Huáscar y Rumiñahui, rodeados de hermosa pallas, al son de arpa y violín, dan inicio a las festividades. En la noche del 2 de agosto, en la plaza de armas, se presenta el Palla Suakuy (el robo de las pallas). Pizarro toma prisionero y mata al inca y en su caballo arrebata las pallas más hermosas.
- Carnavales

Una de las fiestas es la popular Fiesta de los Negritos, en donde los hombres se ponen máscaras, sombreros, jergas, guantes y bailan con una orquesta. Otra es también en Semana Santa donde reviven el paso de Jesús la muerte resurrección, acompañado por una procesión.
También esta la Fiesta de las Pallas, según la tradición, las mujeres deben vestirse con adornos brillantes y llamativos, así mismo el inca Huascar y Rumiñahui tienen en su vestimenta incrustaciones de piedras preciosas, plata y oro.